# コールチク
コールチク（露：Кортик、「短剣」の意）は、1988年に登場したソ連開発の新型CIWSである。輸出型名称はカシュタン（露：Каштан、「栗」の意）。GRAUコードは3M87、NATOコードネームはCADS-N-1。
実用化されたCIWSでは世界で唯一の、機関砲・対空ミサイルを1基のマウントに収めた複合型CIWSである。

## 設計
この兵器はモジュール方式を採用しており、射撃管制モジュールと通常は2つの戦闘モジュール（より多数の設置も可能）から構成される。管制モジュールが脅威を発見・追尾し、敵味方識別装置の情報と照合しつつ目標データを射撃モジュールおよび戦闘モジュールへ伝達する。この管制モジュールは3次元レーダーを備え、全天候型マルチバンド統合管制能力を持ち、戦闘モジュールの数次第だが多目標同時対応能力を有する。
戦闘モジュールは各々のレーダーおよび光学管制を用い自動追尾し、砲とミサイルで目標と交戦する。この戦闘モジュールは6K30GSh 30mm ガトリング砲とツングースカに装備されるのと同型の4連装9M311（SA-19/SA-N-11 グリソン）ミサイル発射機を2基ずつ装備する。ミサイルはそれぞれの発射機に備えられるミサイルコンテナに24発か32発ずつ搭載可能。
複合システムは、他の砲あるいはミサイルのみしか使用しないCIWSに比べ、幅広い防御能力を提供できる。ミサイルの有効射程は1,500-10,000mで、有効高度は6,000m。一方、機関砲の交戦射程は500-4,000m、最大高度3,000mである。この機関砲の合計発射レートは毎分10,000発であり、ミサイルがリロードに要する時間は90秒。
光学管制装置により、対空迎撃だけではなく小型ボートなどの水上艦艇や海岸の地上目標への射撃も可能となっている。

## 運用
空母「アドミラル・クズネツォフ」、キーロフ級ミサイル巡洋艦、ネウストラシムイ級フリゲートなど、ソ連で1980年代後半以降に就役した艦艇を中心に搭載されている。輸出型の「カシュタン」は、9M311 ミサイル発射機を外した状態で輸出が提案されていたが、現在は9M311 ミサイル発射機を搭載した状態の「カシュタン」もあり、「コールチク」と同様のシステムとなっている。インド海軍や中国人民解放軍海軍に輸出されたのも、9M311 ミサイル発射機を搭載したタイプである。ただし、両軍でも搭載されているのはロシアで建造・改装された艦のみで、主力となっているCIWSはAK-630や730型CIWSである。
後継として、2K22の後継車両パーンツィリ-S1を艦載化したパーンツィリMが採用される予定である。

## 型式
カシュタン
基本型
カシュタン M
改良型。射程5kmのGSh-6-30KDの採用、ミサイルの射程延長、反応応答性の改善、センサーのモジュール性向上、軽量化などを図っている。

## パラシ/パルマ
パラシ("Палаш":刀あるいはロシアの重騎兵が用いた幅広の剣のこと、輸出型名称はパルマ)と呼ばれるカシュタンの改修型が輸出市場において開発された。GRAUコードは3M89。この防空システムは「コールチク」に代わる新しい近接防空システムで、1994年に発表された。武装は2門のAO-18KD 6砲身30mm機関砲と2基の4連装艦対空ミサイル発射機から構成される3R-99Eが搭載され、射撃管制装置は3V-89光学・レーザー照準器と3Ts-99 ポジティブ ME1レーダーで構成される。これに3A-99/デルタ ハイドロ安定化システムが加わる。ミサイルはレーザー誘導方式の9M337「ソスナ R」ミサイルを使用できるようになっている。
2005年、黒海艦隊所属のタランタル型コルベットの1隻R-60に試作品の搭載が行われ、近接防御システムをAK-630M 2基からこのパラシ1基に換装、海上テストを実施した。その後、改良を経てアドミラル・ゴルシコフ級フリゲートにおいて初めて採用が行われた。この過程で上部のセンサーモジュールの形状が丸型から四角形へと変化している。2014年4月22日には新たにベトナム向けのゲパルト級フリゲートへの採用が決定されたことが報じられている。

## 搭載艦艇
- ロシア海軍
  - 空母「アドミラル・クズネツォフ」
  - キーロフ級ミサイル巡洋艦（3、4番艦のみ）
  - ウダロイII級大型対潜艦
  - アドミラル・ゴルシコフ級フリゲート（パラーシ）
  - ネウストラシムイ級フリゲート
  - ステレグシュチイ級フリゲート（20380型警備艦）
  - ゲパルト型フリゲート
  - タランタルII改型コルベット「R-71」
  - タランタルIII型コルベット「R-60」（パラーシ）
- インド海軍
  - タルワー級フリゲート
- 中国人民解放軍海軍
  - ソヴレメンヌイII型駆逐艦
- ベトナム人民海軍
  - ゲパルト型フリゲート3.9型(パルマ)

## 諸元
- 目標高度：5-4,000m
- ミサイル最大速度：600–900 m/s
- 同時対応能力：最大6

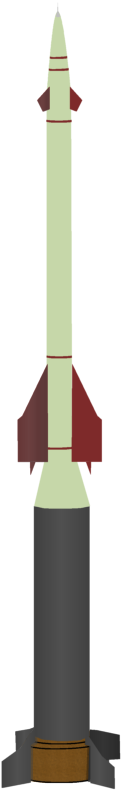
9M311 ミサイル

- 射撃レート：10,000-12,000発毎分
- 弾種：30mm破片効果榴弾
- 重量（砲塔のみ）
  - コールチク：15,500 kg（弾薬と管制システム込み）
  - パラーシ/パルマ：6,900 kg（弾薬と管制システム込み）